# Bavois
Bavois is een gemeente en plaats in het Zwitserse kanton Vaud, en maakt deel uit van het district Jura-Nord vaudois.
Bavois telt 702 inwoners.